# Norra skenet
Norra skenet (Polární záře) je socha od Ernsta Nordina, švédského sochaře a malíře, a je symbolem univerzity v Umeå. 
V souvislosti s návrhem na univerzitní kampus v Umeå byla vyhlášena celostátní soutěži, kterou vyhrál Ernst Nordin s návrhem Norra skenet v roce 1967. Socha byla postavena na jiném místě v kampusu v roce 1969, ale v roce 1995 byla přemístěna, aby se vytvořil prostor pro budovu vzdělávání učitelů.
Socha má diagonální kompozici se čtyřmi nohami, připomínající polární záři a tvoří ji svařované čtvercové trubky z leštěné nerezové oceli s integrovaným světlometem.